# Copa SheBelieves
La Copa SheBelieves es un torneo de fútbol femenino entre selecciones al que se accede por invitación. Se celebra anualmente en febrero o marzo en los Estados Unidos.

## Historia

### Antecedentes
El torneo nació en 1992 bajo el nombre de Copa USA y se creó para popularizar el fútbol en los Estados Unidos, que organizó el torneo con la federación de su país desde 1992 hasta 2000. Originalmente era para hombres; el torneo para mujeres se creó en 1995 y se disputó hasta 2002.
En 2016 la Federación de Fútbol de los Estados Unidos retomó la idea y cambió su nombre a la actual Copa SheBelieves.

## Ediciones

### Copa USA (1995-2002)
| Año  | Campeón        | Segundo lugar | Tercer lugar | Cuarto lugar  |
| ---- | -------------- | ------------- | ------------ | ------------- |
| 1995 | Estados Unidos | Noruega       | Australia    | China Taipéi  |
| 1996 | Estados Unidos | China         | Japón        | Canadá        |
| 1997 | Estados Unidos | Italia        | Australia    | Canadá        |
| 1998 | Estados Unidos | Brasil        | Rusia        | México        |
| 1999 | Estados Unidos | Brasil        | Finlandia    | Corea del Sur |
| 2000 | Estados Unidos | Canadá        | México       | Corea del Sur |
| 2002 | Estados Unidos | Australia     | Italia       | Rusia         |

### She Believes Cup
| Año          | Campeón        | Segundo lugar  | Tercer lugar    | Cuarto lugar   |
| ------------ | -------------- | -------------- | --------------- | -------------- |
| 2016 Detalle | Estados Unidos | Alemania       | Inglaterra      | Francia        |
| 2017 Detalle | Francia        | Alemania       | Inglaterra      | Estados Unidos |
| 2018 Detalle | Estados Unidos | Inglaterra     | Francia         | Alemania       |
| 2019 Detalle | Inglaterra     | Estados Unidos | Japón           | Brasil         |
| 2020 Detalle | Estados Unidos | España         | Inglaterra      | Japón          |
| 2021 Detalle | Estados Unidos | Brasil         | Canadá          | Argentina      |
| 2022 Detalle | Estados Unidos | Islandia       | República Checa | Nueva Zelanda  |
| 2023 Detalle | Estados Unidos | Japón          | Brasil          | Canadá         |
| 2024 Detalle | Estados Unidos | Canadá         | Brasil          | Japón          |
| 2025 Detalle | Japón          | Estados Unidos | Colombia        | Australia      |

## Títulos por país
| Equipo         | Títulos | Subtítulos | Años campeón                             | Años subcampeón |
| -------------- | ------- | ---------- | ---------------------------------------- | --------------- |
| Estados Unidos | 7       | 2          | 2016, 2018, 2020, 2021, 2022, 2023, 2024 | 2019, 2025      |
| Inglaterra     | 1       | 1          | 2019                                     | 2018            |
| Japón          | 1       | 1          | 2025                                     | 2023            |
| Francia        | 1       | 0          | 2017                                     |                 |
| Alemania       | 0       | 2          |                                          | 2016, 2017      |
| España         | 0       | 1          |                                          | 2020            |
| Brasil         | 0       | 1          |                                          | 2021            |
| Islandia       | 0       | 1          |                                          | 2022            |
| Canadá         | 0       | 1          |                                          | 2024            |

## Estadística general
Actualizado al 9 de abril de 2024.
| Posición | Equipo          | Participaciones | PJ | PG | PE | PP | GF | GC | Dif | Pts |
| -------- | --------------- | --------------- | -- | -- | -- | -- | -- | -- | --- | --- |
| 1        | Estados Unidos  | 10              | 29 | 21 | 5  | 3  | 52 | 18 | +34 | 68  |
| 2        | Inglaterra      | 5               | 15 | 5  | 3  | 7  | 17 | 16 | +1  | 18  |
| 3        | Japón           | 5               | 14 | 5  | 2  | 7  | 22 | 20 | −2  | 17  |
| 4        | Francia         | 3               | 9  | 3  | 3  | 3  | 10 | 8  | +2  | 12  |
| 5        | Brasil          | 4               | 11 | 5  | 0  | 6  | 12 | 15 | −3  | 11  |
| 6        | Alemania        | 3               | 9  | 3  | 2  | 4  | 7  | 10 | −3  | 11  |
| 7        | Canadá          | 3               | 8  | 4  | 0  | 4  | 6  | 11 | -5  | 8   |
| 8        | España          | 1               | 3  | 2  | 0  | 1  | 4  | 2  | +2  | 6   |
| 9        | Islandia        | 1               | 3  | 2  | 0  | 1  | 3  | 6  | −3  | 6   |
| 10       | Colombia        | 1               | 3  | 1  | 0  | 2  | 3  | 7  | -4  | 3   |
| 11       | República Checa | 1               | 3  | 0  | 2  | 1  | 1  | 2  | −1  | 2   |
| 12       | Nueva Zelanda   | 1               | 3  | 0  | 1  | 2  | 0  | 6  | −6  | 1   |
| 13       | Australia       | 1               | 3  | 0  | 0  | 3  | 2  | 8  | −6  | 0   |
| 14       | Argentina       | 1               | 3  | 0  | 0  | 3  | 1  | 11 | −10 | 0   |

## Goleadoras
Actualizado al 23 de febrero de 2025.
| Posición | Jugadora          | Goles |
| -------- | ----------------- | ----- |
| 1        | Mallory Swanson   | 8     |
| 2        | Megan Rapinoe     | 7     |
| 3        | Ellen White       | 5     |
| 3        | Alex Morgan       | 5     |
| 3        | Mina Tanaka       | 5     |
| 6        | Debinha           | 4     |
| 6        | Christen Press    | 4     |
| 8        | Eugénie Le Sommer | 3     |
| 8        | Catarina Macário  | 3     |

## Mejor jugadora
| Año  | Jugadora         |
| ---- | ---------------- |
| 2016 | Alex Morgan      |
| 2020 | Alexia Putellas  |
| 2021 | Rose Lavelle     |
| 2022 | Catarina Macario |
| 2023 | Mallory Swanson  |
| 2024 | Sophia Smith     |
| 2025 | Mina Tanaka      |